# Bursuci (okręg Vaslui)
Bursuci – wieś w Rumunii, w okręgu Vaslui, w gminie Epureni. W 2011 roku liczyła 1018 mieszkańców.